# Fouga CM.8.15
Dimensions
Le Fouga CM.8.15 est un planeur de performance conçu par Robert Castello et Pierre Mauboussin dont la construction est assurée par Fouga.

## Histoire
Le prototype F-WEPO fait son premier vol le 4 juin 1949, dix jours avant le Fouga CM.8.13 de 13 mètres d'envergure.
Le CM.8.15 a des ailes de 15.11 mètres d'envergure munies de volets de courbure. Il est muni d'un empennage papillon.

## Vols
Il est évalué à la fin de 1949 par le centre d'essais en vol de Brétigny-sur-Orge en deux temps à cause d'une interdiction temporaire de vol le temps qu'un défaut structurel soit corrigé à l'usine.
Les premiers essais mettent en évidence un problème d'efficacité du compensateur de profondeur. L'évaluation reprend en 1952 avec un tab de profondeur agrandi. Si le taux de chute minimum est moins bon que ceux des Arsenal Air 100 et Breguet 900 contemporains, sa polaire des vitesses est nettement meilleure que celle de ses concurrents dès que la vitesse augmente. Ses volets de courbure lui donnent aussi l'avantage dans les spirales serrées à basse vitesse. Sur un décrochage dissymétrique l'autorotation est facilement et rapidement arrêtée.
Le prototype participe aux championnats du monde de 1952 à Madrid piloté par Gérard Pierre qui l'amène à la seconde place,. Le pilote fera mieux deux ans plus tard sur Breguet 901.
Le seul planeur construit, immatriculé désormais F-CABN, a été exposé un temps au Musée régional de l’air d’Angers-Marcé mais il semble qu'il soit au Musée de l'Air et de l'Espace.